# 纳哈比诺
纳哈比诺（羅馬化：Nakhabino）是俄罗斯莫斯科州的市级镇，属州辖市克拉斯诺戈尔斯克市（城市区），地处莫斯科州中西部，在区行政中心克拉斯诺戈尔斯克及州府莫斯科西偏北方，沃洛科拉姆斯克公路（Волоколамское шоссе）从镇中穿过。设有同名铁路车站。
该地2021年人口有48,060人；2010年人口36,456；2002年人口28,217；1989年人口18,958。